# Джованні Ернандес
Джованні Ернандес (ісп. Giovanni Hernández Soto; 16 червня 1976, Калі) — колумбійський футболіст, атакуючий півзахисник. Виступав у національній збірній Колумбії. Рекордсмен збірної Колумбії за кількістю голів на Кубках конфедерацій — 3 голи.

## Біографія
Вихованець клубу «Бока Хуніорс Калі». У 1993 році дебютував на Кубку Мустанга, успішно провівши сезон за «Онсе Кальдас» з Манісалеса — у 28 матчах чемпіонату молодий півзахисник відзначився 11-ма забитими голами.
Наступного року він перейшов в клуб «Америка» з рідного міста Калі, де провів наступні 2,5 роки. Ернандес у 1996 році допоміг своєму клубу в 4-й раз в історії дійти до фіналу Кубка Лібертадорес (в турнірі він відзначився 2 забитими голами), де взяв участь лише в домашньому матчі. «Америка», як і 10-ма роками раніше, поступилася аргентинському «Рівер Плейту».
У 1996—1999 роках Ернандес виступав за «Індепендьєнте» з Медельїна. Він був одним з головних лідерів команди в цей період, провівши понад 100 матчів і забивши 20 голів. Приблизно такі ж стабільні і високі показники були у Ернандеса і в наступних двох клубах, за які він виступав у 2000—2006 роках — в «Депортіво Калі» і аргентинському «Колоні» із Санта-Фе.
Період початку 2000-х років був найкращим для Джованні і збірної Колумбії. У 2001 році з національною командою він виграв перший для країни Кубок Америки. На переможному турнірі він відзначився двома забитими голами. Хоча колумбійцям трохи не вистачило до попадання на чемпіонат світу 2002, в наступному році переможці Кубка Америки зайняли 3-е місце в Кубку конфедерацій. Ернандес став однією із зірок турніру, відзначившись 3-ма голами в 5 матчах збірної.
У 2004 році Ернандес не надто вдало виступав за збірну, а в «Колоні», за який він блискуче почав аргентинський етап кар'єри, його показники дещо погіршилися. Незважаючи на це, у 2005 році Ернандесом цікавилася легендарна «Бока Хуніорс», що запропонувала Колону 5 млн євро. Однак «Колон» був згоден продати свого лідера мінімум за 8 млн і угода не відбулася.
Врешті-решт, Ернандес у 2007 році опинився в чилійському «Коло-Коло», який тоді зібрав потужний склад гравців, який у 2006 році дійшов до фіналу Південноамериканського кубка, де був фаворитом, але сенсаційно поступився мексиканській «Пачуці» за сумою двох матчів. 2007 рік вийшов ударним як для Ернандеса (12 голів у 27 матчах чемпіонату Чилі), так і для «Коло-Коло», який виграв обидва чемпіонати країни — як Апертуру, так і Клаусуру.
З 2008 року Джованні Ернандес став виступати за «Хуніор» з Баранкільї. Він допоміг команді врятуватися від вильоту в нижчий дивізіон, і став є одним з найулюбленіших гравців серед вболівальників. З командою у 2010 році він виграв Апертуру, а у 2011 році — Фіналісасьйон.
З 2013 року Ернандес повернувся в «Індепендьєнте», а завершив професійну кар'єру 2014 року у клубі «Уніаутонома».
Після завершення ігрової кар'єри став футбольним тренером. Першим клубом молодого тренера стала «Уніаутонома», а 2016 року недовго тренував клуби «Реал Картахена» та «Атлетіко Хуніор».

## Ігрова характеристика
За свою кар'єру Ернандес зарекомендував себе як працелюбний гравець, який володіє точним пасом і, при необхідності, може підключатися сам в атаку, завершуючи комбінації і відрізняючись із середніх і дальніх дистанцій. Також він відомий своєю християнською релігійністю, яку демонструє під час святкування голів (католицькі мотиви зображені на його майці, одягненої під основну футболку).

## Досягнення
Америка Калі
- Фіналіст Кубка Лібертадорес: 1996

Коло-Коло
- Чемпіон Чилі: 2007 (Апертура), 2007 (Клаусура)

Атлетіко Хуніор
- Чемпіон Колумбії (7): 2010 (Апертура), 2011 (Фіналісасьйон)

Збірна Колумбії
- Переможець Кубка Америки: 2001